# Église autocéphale
 (décembre 2023).
Si vous disposez d'ouvrages ou d'articles de référence ou si vous connaissez des sites web de qualité traitant du thème abordé ici, merci de compléter l'article en donnant les références utiles à sa vérifiabilité et en les liant à la section « Notes et références ».

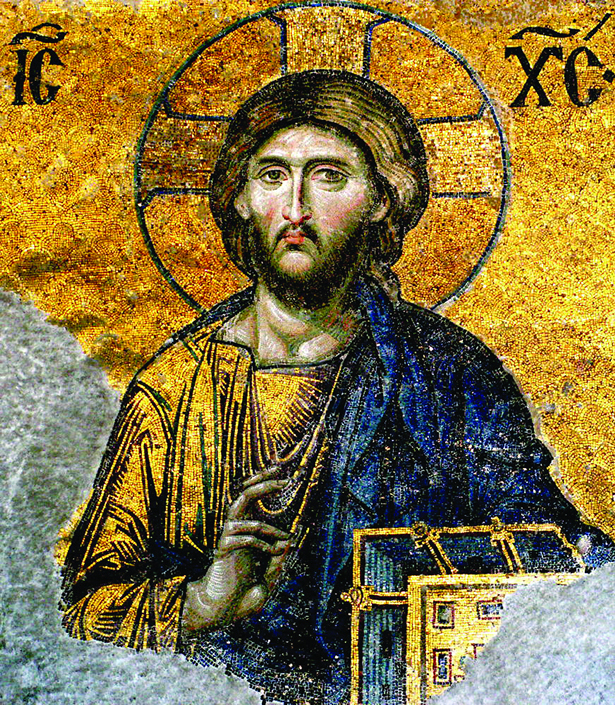
Mosaïque du Christ Pantocrator à Sainte-Sophie.

Une Église autocéphale est une Église chrétienne dont le primat jouit d'une indépendance totale, sur le plan juridique comme sur le plan spirituel, par rapport à une quelconque autorité. Ce terme est surtout utilisé dans le christianisme oriental.
Comme son nom l’indique (auto, soi-même ; cephale, la tête), elle n’entre pas dans une structure hiérarchique ; son primat — exemple : patriarche, pape (Église copte orthodoxe, Église catholique romaine) ou Catholicos (Église apostolique arménienne, Église orthodoxe géorgienne) — est totalement indépendant. Ce primat doit aussi parfois agir avec l'aval du Saint-Synode et peut, selon l'Église dans laquelle il est, être démis de ses fonctions par ce dernier.
Selon son rayonnement ou son importance historique, une Église autocéphale peut porter le titre de patriarcat, de métropole ou d'archevêché et est alors dirigée respectivement par un patriarche, un métropolite ou un archevêque. Elle peut avoir compétence sur d'autres Églises ayant certaines libertés sans être indépendantes et qui sont dites Églises autonomes. L'Église autocéphale en désigne les primats locaux qui sont soumis à l'autorité de l'Église autocéphale.
L'autocéphalie est revendiquée par certaines Églises catholiques indépendantes de l'Église catholique romaine et certaines Églises orthodoxes non reconnues par les Églises orthodoxes dominantes.